# Lo Sfigatto - Nekonaughey
Lo Sfigatto - Nekonaughey (ネコノヒー?, Nekonohī) è un manga comico in formato yonkoma scritto e illustrato da Q-rais, pseudonimo di Yusuke Sakamoto. È serializzato sul blog dell'artista (il "Diario di Q-rais") dal 2 aprile 2015 e raccolto in serie di tankōbon a partire dal 30 ottobre 2017. La serie tratta delle attività quotidiane dello Sfigatto, un gatto umanizzato che fallisce nello svolgere azioni che non riescono come comunemente dovrebbero. In Italia è edito da Star Comics, che ha cominciato a pubblicare i volumi il 6 febbraio 2019.

## Trama
In un mondo fittizio dove animali senzienti convivono con gli umani, un gatto chiamato Sfigatto per la sua tendenza ad avere problemi con gli oggetti, essere soggetto a sventure, ma che talvolta riesce nelle sue "imprese" (in questi casi appare una scritta che recita "Success!!"), vive in modo umile, mentre il suo migliore amico, il Ficoniglio, è un coniglio molto benestante ed insieme svolgono varie attività, in cui lo Sfigatto riscontra delle difficoltà, tenendo insieme anche degli spettacoli di prestigio.

## Personaggi
- Lo Sfigatto (ネコノヒー?, Nekonohī) è il protagonista della serie, che prende nome da lui. È un gatto paffuto umanizzato di colore arancione che cammina posando sulle zampe posteriori. È un amante del cibo, sebbene il più delle volte riscontra difficoltà nel maneggiarlo, del cinema, dei luoghi comodi e delle attività rilassanti. Gli piace dormire e teme i rumori forti, le esperienze pericolose e gli oggetti con cui si fa del male, venendo aiutato in queste occasioni dal Ficoniglio.
- Il Ficoniglio (テテーンウサギ?, Tetēn'Usagi) è il deuteragonista della serie. È un coniglio umanizzato di colore bianco ed il migliore amico dello Sfigatto. All'inizio del manga appare poco frequentemente, ma poi viene presentato sempre più di frequente insieme al protagonista e il suo personaggio viene caratterizzato. È una persona di alta classe e molto ricca, ricoprendo un ruolo importante all'interno della Rabbit Foundation (ウサギ財団?, Usagi Zaidan)[6][7], essendo così a disposizione di alta tecnologia, una grande casa e numerosi sottoposti. Si dimostra gentile, quasi protettivo, nei confronti dello Sfigatto, in special modo quando finisce nei guai, arrivando a preoccuparsi seriamente per lui e a fare ricorso a qualunque metodo per aiutarlo.

## Produzione
Alcuni "prototipi" della serie de Lo Sfigatto - Nekonaughey fecero la loro comparsa sul "Diario di Q-rais" intorno alla fine del 2014. Questi includevano sempre strisce verticali di quattro vignette, che vedevano gatti arancioni (con leggere variazioni di colore o in bianco in nero) in situazioni sfortunate, tristi o soddisfacenti ed in uno stile di disegno molto simile a quello dello Sfigatto. L'autore si è infatti dichiarato un amante dei gatti. Una delle strisce "prototipo", intitolata "Nade-ki" (なで機?), pare essere difatti una versione precedente di "Distribuzione di grattini", incluso nel primo volume.
Il 2 aprile 2015, alle 20:00, è stata pubblicata la prima striscia de Lo Sfigatto - Nekonaughey, intitolata "Cipolle dorate", poi inclusa come terza all'interno del volume 1. Verso l'inizio della pubblicazione, sono state rilasciate le prime strisce del primo volume, e vedevano il personaggio dello Sfigatto conosciuto semplicemente come gatto (ネコ?, Neko). Il suo nome fece infatti la prima comparsa nella descrizione della striscia "Bagno", rilasciata il 15 aprile 2015. Dopo 14 strisce rilasciate, la pubblicazione si è interrotta con "Due di picche" il 26 giugno 2015, per ripartire il 3 giugno 2017 con "Hot dog".

## Capitoli
| Nº | Titolo italiano Giapponese 「Kanji」 - Rōmaji | Data di prima pubblicazione         | Data di prima pubblicazione             |
| Nº | Titolo italiano Giapponese 「Kanji」 - Rōmaji | Giapponese                          | Italiano                                |
| 1  | Lo Sfigatto - Nekonaughey 「ネコノヒー １」 - Nekonohī 1 | 30 ottobre 2017 ISBN 9784047348875  | 6 febbraio 2019 ISBN 978-88-2261-305-9  |
| 1  | Capitoli - 1. Lo Sfigatto non capisce come ordinare con la ticket machine (食券のシステムを理解していないネコノヒー?, Shokken no Shisutemu wo Rikai shite inai Nekonohī) - 2. Lo Sfigatto è colpito dalle dimensioni degli asciugamani degli hotel (ホテルのバスタオルの大きさに少し引いているネコノヒー?, Hoteru no Basutaoru no Ōki-sa ni Sukoshi Hīte iru Nekonohī) - 3. Lo Sfigatto si allena nel Dempsey Roll (デンプシーロールの練習をするネコノヒー?, Denpushī Rōru no Renshū wo suru Nekonohī) - 4. Lo Sfigatto non riesce proprio a chiudere il varco dimensionale nonostante abbia già detto "addio!" (別れは済ませたのになかなか次元の扉が閉まらないネコノヒー?, Wakare wa Sumasetanoni nakanaka Jigen no Tobira ga Shimaranai Nekonohī) - 5. Lo Sfigatto resiste al gelo dopo aver tratto in salvo l'amata su un'asse (恋人を板に乗せて寒さに耐えるネコノヒー?, Koibito wo Ita ni Nosete Samu-sa ni Taeru Nekonohī) - 6. Lo Sfigatto e il coniglio non si allontanano dall'angolo degli assaggi promozionali (試食コーナーをなかなか離れないネコノヒーとウサギ?, Shishoku kōnā wo nakanaka Hanarenai Nekonohī to Usagi) |                                     |                                         |
| 1  | Trama In una moderna città giapponese, intorno al 2017, lo Sfigatto svolge varie attività, tra cui andare in campeggio. Durante la permanenza nella natura, è costretto da un temporale a rimanere nella tenda, ma può godersi la gita rilassandosi sotto il cielo stellato quando torna il buon tempo. L'estate si avvicina, e, dopo essere andato ad un acquapark ed aver svolto esperienze estive, lo Sfigatto riesce a mangiare i nagashi somen nonostante la difficoltà che lui trova nel farlo. Con l'arrivo della stagione calda, il goffo gatto passa più tempo all'aperto, alle fiere, agli spettacoli pirotecnici e in acquari e tunnel sottomarini, sempre incappando in sfortunati eventi, per concludere arraffando il cibo desiderato al buffet. Successivamente, con la gatta che segretamente ama visita un museo, iniziando a pensare a lei più spesso, e va in vacanza alle Hawaii. Anche in questa occasione, il maltempo gli dà difficoltà seppur lui riesca ad ogni modo ad apprezzare il viaggio con l'arrivo della sera ed il cessare delle precipitazioni. Al tornare della stagione invernale, ritorna a dedicarsi alle attività casalinghe e dichiara i suoi sentimenti a Bonnet (ボンネット?, Bon'netto), il suo interesse amoroso, che gli dice di non ricambiare, portandolo in uno stato di depressione. Inoltre, il suo amico coniglio, con il quale tiene spettacoli di prestigio, in particolar modo il numero in cui il prestigiatore estrae dal suo cilindro per l'appunto un coniglio, si licenzia. Tuttavia, quando lui vede lo Sfigatto in una situazione disperata durante un'esibizione data la mancanza di un assistente come lui, arriva in suo soccorso e gli permette di eseguire il trucco, facendogli così ottenere apprezzamento dal pubblico. |                                     |                                         |
| 2  | Lo Sfigatto fallisce ancora – Nekonaughey 2 「ネコノヒー ２」 - Nekonohī 2 | 27 aprile 2018 ISBN 9784047351615   | 15 gennaio 2020 ISBN 978-88-2261-707-1  |
| 2  | Capitoli - 1. Lo Sfigatto non riesce a dividere decentemente le bacchette usa e getta (割り箸がいい感じで割れないネコノヒー?, Waribashi ga ī Kanji de Warenai Nekonohī) - 2. Lo Sfigatto controlla l'apporto calorico di uno snack dolce (菓子パンのカロリーを見てしまったネコノヒー?, Kashipan no Karorī wo Miteshimatta Nekonohī) - 3. Lo Sfigatto è inseguito da un enorme masso rotante (転がる大岩に追いかけられるネコノヒー?, Korogaru Ōiwa ni Oikake rareru Nekonohī) - 4. Lo Sfigatto adora il profumo del riso che cuoce (ごはんの炊ける匂いが好きなネコノヒー?, Gohan no Takeru Nioi ga Sukina Nekonohī) - 5. Lo Sfigatto guarda un film horror assieme al Ficoniglio (ホラー映画を見るネコノヒーとテテーンウサギ?, Horā Eigawomiru Nekonohī to Tetēn'Usagi) - 6. Lo Sfigatto usa il telecomando come pressa (重しにリモコンを使うネコノヒー?, Omoshi ni Rimokon wo Tsukau Nekonohī) |                                     |                                         |
| 2  | Trama Lo Sfigatto e il Ficoniglio proseguono la loro attività di prestigiatori, e, dopo aver svolto pratiche come il bungee jumping, prendono un aereo. Mentre lo Sfigatto ha dei problemi ad ambientarsi sul mezzo e si trova in uno scompartimento umile, il Ficoniglio prende posto in una sezione per persone più altolocate. Intanto, si avverte l'arrivo del periodo caldo e lo Sfigatto riprende a svolgere attività quali jogging, baseball e canottaggio. Mentre si accinge ad andare in canoa, il Ficoniglio teme per lui, cosciente di ciò che potrebbe accadergli, e decide di accompagnarlo. Arrivata circa la prima metà dell'anno, il gatto ricomincia a frequentare cinema, centri yoga, piscine, vendemmie e gioca più spesso ai videogiochi con il Ficoniglio. Preoccupato per il peso accumulato, lo Sfigatto decide di mettersi a dieta, e frequenta il Catness Center per rimettersi in forma. Tuttavia, una volta uscito, il suo peso è a livelli gravemente bassi, e, oltre ad essere estremamente magro, perde voglia nello svolgere le solite attività da gatto che prima lo rendevano felice e cessa di fallire nello svolgere azioni come servirsi il cibo, sebbene ciò non lo renda felice, dimostrando depressione. Seriamente preoccupato per lui, il Ficoniglio fa intervenire la sua Rabbit Foundation, il cui corpo di scienziati esegue dei test sullo Sfigatto per capire come risolvere la situazione e scopre che lui ha bisogno di mangiare ad un buffet, e decide di accompagnarlo quindi dove può servirsi del buon cibo e riesce così a riottenere l'amico paffuto. Mentre la stagione fredda si avvia ad arrivare, lo Sfigatto prova a praticare l'arte del Kung fu, e, sentendosi nuovamente sovrappeso, si reca alla Palestra Coniglio, dalla quale esce però con un aspetto ad un atteggiamento differenti: le sue orecchie prendono la forma di quelle di un coniglio e si muove come un roditore. Il Ficoniglio lo sottopone ad un'operazione per riportarlo alla normalità, ma le sue orecchie prendono una forma circolare. Il freddo si fa sentire sempre di più e lo Sfigatto fa prima una gita in montagna con il Ficoniglio e poi una a Kyoto, per poi andare con il suo amico sulla neve per divertirsi sullo slittino. Infine, partecipa ad una maratona, ottenendo un premio di partecipazione. Successivamente, arriva il periodo natalizio, e lo Sfigatto, insieme al Ficoniglio, prepara gli addobbi. Dopo essersi recato in un locale, scopre di non poter acquistare nulla non avendo prenotato, ma il suo amico gli presta la sua tessera di prenotazione per permettergli di comprare il cibo da lui desiderato. La notte di natale, lo Sfigatto attende l'arrivo di Babbo Natale, che alla fine gli consegna come regalo un tonnetto meccanico, e il 31 dicembre fa i preparativi per passare la serata guardando la televisione, giocando ai videogiochi e leggendo fumetti, per poi risvegliarsi al suono delle campane la mattina successiva nel suo salotto. Il primo dell'anno, dopo aver fatto visita al tempio e aver consultato l'oracolo con esito negativo, fa un picnic e fa volare gli aquiloni assieme al Ficoniglio. Dopo una notte di incubi il 1º gennaio, inizia a deprimersi sempre di più, per andare poi a pattinare sul ghiaccio, grazie a dei pattini appositi per le sue zampe, sebbene alla fine abbia difficoltà a muoversi. Quando parte per una gita invernale, si disperde tra le montagne. Appresa la notizia al telegiornale, il Ficoniglio lo porta in salvo guidando un robot gigante. Il volume si conclude con i due amici che, conclusa la giornata lavorativa, ritornano nelle rispettive abitazioni, seguendo i contrastanti stili di vita. |                                     |                                         |
| 3  | Il ritorno dello Sfigatto - Nekonaughey 3 「ネコノヒー ３」 - Nekonohī 3 | 28 giugno 2019 ISBN 9784047356894   | 10 febbraio 2021 ISBN 978-88-2262-154-2 |
| 3  | Capitoli - 1. Lo Sfigatto canticchia in ascensore da solo (ひとりでエレベーターに乗っていると歌っちゃうネコノヒー?, Hitori de Erebētā ni Notte iru to Utacchau Nekonohī) - 2. Lo Sfigatto lecca persino il coperchio dello yogurt (ヨーグルトのふたをなめちゃうネコノヒー?, Yōguruto no futa wo name chau Nekonohī) - 3. Lo Sfigatto è spaventato dai tuoni (雷におびえるネコノヒー?, Kaminari ni obieru Nekonohī) - 4. Lo Sfigatto si è aperto una bibita gassata (ソーダをあけたネコノヒー?, Sōda wo aketa Nekonohī) - 5. Lo Sfigatto lima le bacchette usa e getta (割り箸をシャッシャしているネコノヒー?, Waribashi wo Shassha shite iru Nekonohī) - 6. Lo Sfigatto e il Ficoniglio giocano alle corse ai videogame (レースゲームをしているネコノヒーとテテーンウサギ?, Rēsu Gēmu wo shite iru Nekonohī to Tetēn'Usagi) |                                     |                                         |
| 4  | Lo Sfigatto – A New Flop – Nekonaughey 4 「ネコノヒー ４」 - Nekonohī 4 | 27 febbraio 2021 ISBN 9784047364646 | 10 agosto 2022 ISBN 9-788822-630025     |
| 4  | Capitoli - 1. Lo Sfigatto e il Ficoniglio si divertono in barca di sera (夜のボートを楽しむネコノヒーとテテーンウサギ?, Yoru no bōto o tanoshimu Nekonohī to Tetēn'Usagi) - 2. Lo Sfigatto fa un sonnellino sul prato mentre il Ficoniglio, di fianco, legge - 3. Lo Sfigatto e il Ficoniglio si rilassano alla casa al mare - 4. Lo Sfigatto sbadiglia - 5. Lo Sfigatto ha rovesciato la torta |                                     |                                         |
| 5  | 「ネコノヒー ５」 - Nekonohī 5 – "Lo Sfigatto 5" | 14 febbraio 2024 ISBN 9784047378209 | -                                       |
| 5  | Capitoli (traduzioni letterali dei titoli) - 1. È il giorno del gatto, ma lo Sfigatto non può gridare «miao miao miao» (猫の日だけど「ニャンニャンニャン」とは鳴けないネコノヒー?, Neko no hi da kedo "nyan nyan nyan" to wa nake nai Nekonohī) - Capitolo 2 - Capitolo 3 - Capitolo 4 - Capitolo 5 |                                     |                                         |